# 101-й важкий танковий батальйон СС
101-й важкий танковий батальйон СС (нім. Schwere SS-Panzer-Abteilung 101) — елітне військове формування, танковий батальйон у складі 1-го танкового корпусу СС «Лейбштандарт СС Адольф Гітлер». Після отримання танків типу Panzer VI Tiger II був перейменований нав 501-й важкий танковий батальйон СС

## Історія батальйону
101-й важкий танковий батальйон був створений 19 липня 1943 року, як частина 1-го танкового корпусу СС, шляхом формування двох нових важких танкових рот, що складалися з важких танків Тигр, і включення 13-ї (важкої) роти 1-го танкового полку СС. Він був приєднаний до 1-ї танкової дивізії СС «Лейбштандарт СС Адольф Гітлер» і відправлений до Італії 23 серпня 1943 року, де він залишався до середини жовтня. Потім 1-ша і 2-га роти були відправлені до східного фронту, в той час як інша частина підрозділу залишилася на заході.
Через очікуване вторгнення союзників в Західну Європу, елементи батальйону були відправлені на захід у квітні 1944 року. З 1 червня 1944 року батальйон знаходився недалеко від Бове, на північному заході від Парижа. З його 45 «Тигрів», 37 були у робочому стані і ще 8 були в ремонті. З висадкою союзників 6 червня батальйон був відправлений до Нормандії, куди він прибув 12 червня. До 5 липня батальйон втратив 15 із 45 своїх «Тигрів», в тому числі в битві при Віллер-Бокаж.
У цей час надлишки робочого екіпажу підрозділу почали оснащатися новими важкими танками «Королівський тигр». До 7 серпня 101-й батальйон покинув Нормандію з 25 Тиграми, з яких 21 був у робочому стані. 8 серпня 1944 року три з семи їхніх Тигрів, що зробили контратаку поблизу Сент-Еньян-де-Краменій, були зруйновані британськими «Шерман Файрфлай», і ще два були знищені 27-им канадським танковим полком, вбивши танкіста-аса Міхаеля Віттманна. Батальйон втратив практично всі свої Тигри в Фалезькому котлі і подальшому відступі німців з Франції.
9 вересня залишку підрозділу було наказано відпочивати і переобладнуватися новими танками «Королівський Тигр». З цією зміною він був перейменований на 501-й важкий танковий батальйон СС. До 15 березня в батальйоні залишилося 32 танки, з яких вісім були в робочому стані.

## Райони бойових дій та дислокації підрозділу
- Італія (серпень — жовтень 1943)
- СРСР (жовтень 1943 — квітень 1944)
- Франція (квітень — вересень 1944)
- Німеччина (вересень — грудень 1944)
- Арденни (грудень 1944 — січень 1945)
- Австрія (січень — травень 1945)

## Командири батальйону
- Штурмбаннфюрер СС Гайнц фон Вестернгаген (19 липня — 8 листопада 1943)
- Оберштурмбаннфюрер СС Карл Лайнер (9 листопада 1943 — 13 лютого 1944)
- Оберштурмбаннфюрер СС Гайнц фон Вестернгаген (13 лютого 1944 — 19 березня 1945)
- Штурмбаннфюрер СС Генріх Клінг (20 березня — 8 травня 1945)

## НагородженіЛицарським хрестом Залізного хреста
За час існування батальйону тільки 1 особа її особового складу була нагороджена Лицарським хрестом Залізного хреста.

### Лицарський хрест Залізного хреста з Дубовим листям і Мечами (1)
- Міхаель Віттман (нім. Michael Wittmann) — Оберштурмфюрер СС, командир 2-ї Роти 101-го Важкого Танкового Батальйону СС (22 червня 1944)